# John Bevis
John Bevis, angleški zdravnik in ljubiteljski astronom, * 10. november 1695, Old Sarum, grofija Wiltshire, Anglija, † 6. november 1771.
Leta 1731 je odkril meglico Rakovico. Iz svojih opazovanj s pomočjo daljnogleda v Stoke Newingtonu, Middlesex je okoli leta 1750 sestavil zvezdni katalog Uranographia Britannica.